# 特瑟爾峰
46°43′15″N 10°58′17″E / 46.72083°N 10.97139°E

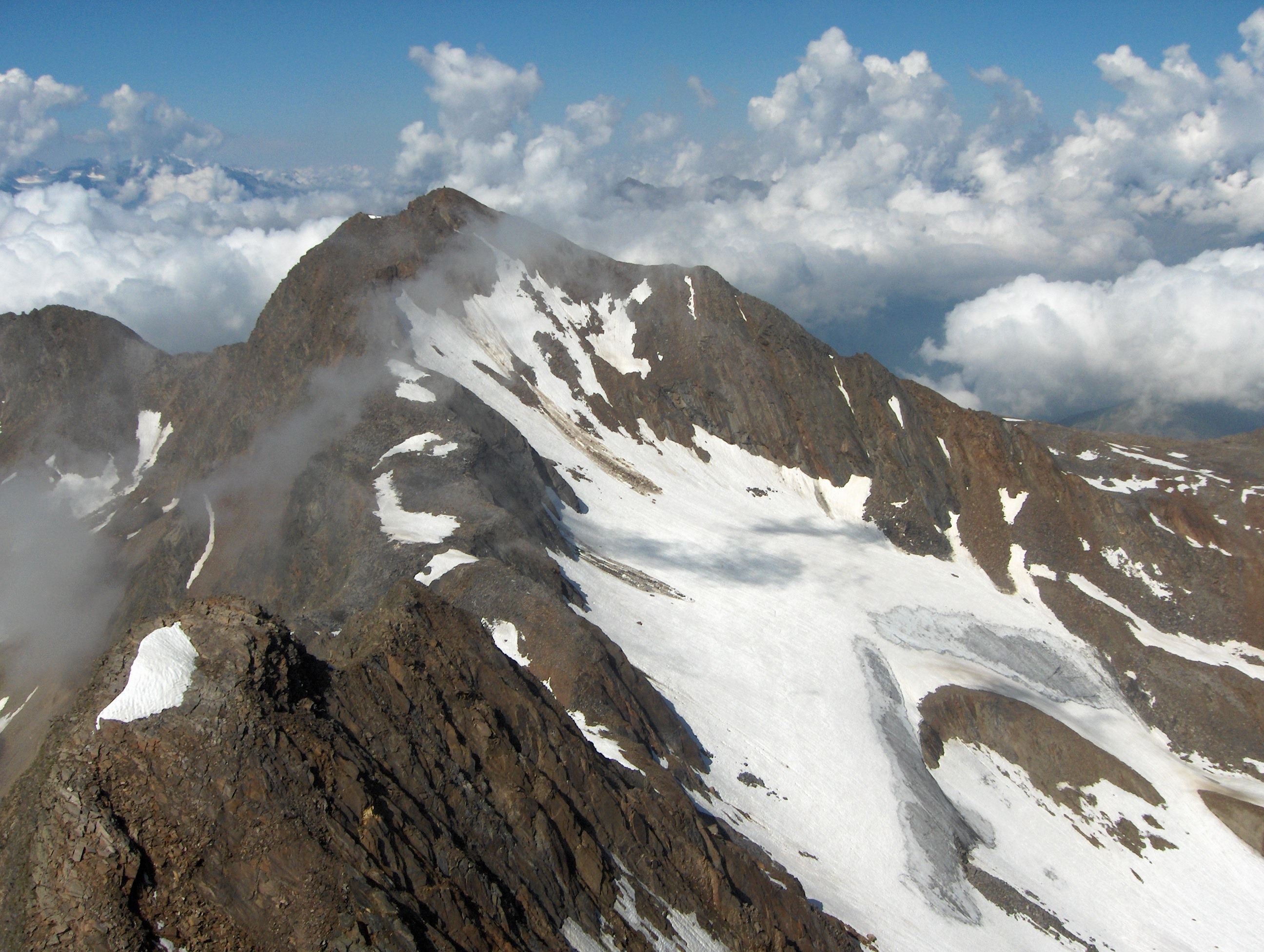

特瑟爾峰（義大利語：Cima Tessa），是意大利的山峰，位於該國東北部，由博爾扎諾-南蒂羅爾自治省負責管轄，屬於奧茨塔爾阿爾卑斯山脈的一部分，距離羅特克峰1公里，海拔高度3,318米，人類在1871年7月22日首次登頂。